# Stor-Långtjärnen, Ångermanland
Stor-Långtjärnen är en sjö i Örnsköldsviks kommun i Ångermanland och ingår i Moälvens huvudavrinningsområde.